# Большое Филимоново
Большое Филимоново — деревня в Ярославском районе Ярославской области. Входит в состав Заволжского сельского поселения.

## География
Находится в восточной части Ярославской области на расстоянии приблизительно 12 км на юг-юго-восток по прямой от станции Филино.

## История
В 1859 году здесь (деревня Ярославского уезда Ярославской губернии) было учтено 9 дворов, в 1898 — 25.

## Население
Численность населения: 37 человек (1859 год), 4 (русские 100 %) в 2002 году, 44 в 2010.

## Общественный транспорт
Ближайшая остановка общественного транспорта «Большое Филимоново» находится в 900 м от деревни.

## Улицы
Лесная, Центральная, Сосновая.
Переулки: Сосновый.